# Martha Bayona
Martha Bayona Pineda (Bucaramanga, 12 augustus 1995) is een Colombiaans baanwielrenster. Bayona nam deel aan de Olympische Zomerspelen van 2016 ze behaalde daar een tiende plaats op de keirin.

## Carrière
In 2019 won ze de keirin op de Pan-Amerikaanse Spelen. Na het zogeheten coronajaar van 2020 zette ze in 2021 haar successen op het inter- en nationale toneel voort. Ze won meerdere medailles op de Pan-Amerikaanse kampioenschappen en werd in 2023 tweede op het WK bij de keirin. In 2024 nam ze voor de tweede maal in haar carrière deel aan de Olympische Zomerspelen die dat jaar plaatsvonden in Parijs. Haar beste resultaat was een zevende plek bij de sprint.

## Palmares
| Jaar  | CK                                 | PK                                                          | WK                                                    | Overig |
| Elite | Elite                              | Elite                                                       | Elite                                                 | Elite |
| ----- | ---------------------------------- | ----------------------------------------------------------- | ----------------------------------------------------- | --- |
| 2013  |                                    | teamsprint · 8e 500m tijdrit                                |                                                       | |
| 2014  |                                    |                                                             |                                                       | |
| 2015  |                                    | keirin · 4e 500m tijdrit · 5e sprint                        | 10e teamsprint                                        | |
| 2016  |                                    | teamsprint · 500m tijdrit · keirin                          | 11e teamsprint 12e 500m tijdrit 26e sprint            | Olympische Zomerspelen: 10e keirin |
| 2017  | sprint                             | keirin · 500m tijdrit                                       | keirin · 6e 500m tijdrit · 8e teamsprint · 12e sprint | |
| 2018  | sprint · keirin · 500m tijdrit     | keirin · sprint · 500m tijdrit                              | 11e 500m tijdrit 13e keirin 21e sprint                | Zuid-Amerikaanse Spelen: · sprint · keirin · teamsprint · Centraal-Amerikaanse en Caraïbische Spelen: · sprint · keirin · 500m tijdrit |
| 2019  | sprint · 500m tijdrit · teamsprint | sprint · keirin · 500m tijdrit                              | 19e 500m tijdrit 19e keirin 25e sprint                | Pan-Amerikaanse Spelen: · keirin · sprint · teamsprint · WB Brisbane: Keirin                                                           |
| 2020  |                                    | 12e teamsprint 13e keirin 24e sprint                        |                                                       | |
| 2021  | keirin · sprint · 500m tijdrit     | sprint · 500m tijdrit · teamsprint · achtervolging · keirin | 7e 500m tijdrit 8e keirin 9e sprint                   | |
| 2022  | keirin · sprint · 500m tijdrit     | 500m tijdrit · teamsprint · 5e keirin · 5e sprint           | 6e 500m tijdrit 7e keirin 9e sprint                   | |
| 2023  | keirin · sprint · 500m tijdrit     | 500m tijdrit · keirin · 4e teamsprint · 5e sprint           | keirin · 9e 500m tijdrit · 14e sprint                 | Centraal-Amerikaanse en Caraïbische Spelen: · keirin · sprint · teamsprint · Pan-Amerikaanse Spelen: · keirin · sprint · 4e teamsprint |
| 2024  | keirin · sprint · 500m tijdrit     | 500m tijdrit · keirin · sprint · 4e teamsprint              | 5e 500m tijdrit 7e sprint 9e keirin                   | Olympische Spelen: 7e sprint 23e keirin                                                                                                |